# WonderSwan
Der WonderSwan war eine im März 1999 erschienene Handheld-Konsole des japanischen Konzerns Bandai. Entwickelt wurde er von Bandai und der Firma Koto Laboratory unter Führung von Gunpei Yokoi, der auch den Game Boy von Nintendo entwickelte und somit ein Konkurrenzprodukt für seine eigene Erfindung schuf.
Bei der Veröffentlichung konkurrierte das Gerät neben dem Game Boy auch mit dem Neo Geo Pocket Color. Nur wenige Spiele des im Dezember 2000 erschienenen Nachfolgers WonderSwan Color sind mit dem WonderSwan kompatibel, trotzdem ist eine große Menge an Modulen erhältlich. Eine Besonderheit der Konsole sind die vier zusätzlichen Richtungstasten, die für einige Spiele im Querformat genutzt werden.
Die ursprünglich in zehn verschiedenen Farben verfügbaren Geräte sind teilweise bei Sammlern sehr begehrt.
Mit Oswan und Cygne existieren zwei Emulatoren, die auch dessen Nachfolgerkonsolen emulieren können.

## Technische Daten
- Bildschirm mit 2,49″ (6,32 cm) Diagonale, 224×144 Pixeln und acht Graustufen
- 16-bit-Prozessor: NEC V30 MZ mit 3,072 MHz
- Maximal 128 Sprites
- Eingebaute Mono-Lautsprecher
- Multi-Player: Zwei Spieler (mit zusätzlichem Adapter)
- Abmessungen: 174,3 mm× 121 mm× 24,3 mm
- Masse: 110 g
- Laufzeit: ca. 30 Stunden mit einer AA-Batterie

## Entwicklungssystem
Das Entwicklungssystem WonderWitch war auch für Privatpersonen erhältlich und stellte den Versuch Bandais dar, die Fangemeinde und Homebrew-Entwickler aktiv mit einzubeziehen. Das System war in zwei Ausbaustufen erhältlich: Dem vollständigen WonderWitch-System und dem WonderWitch Player, der lediglich den Download selbstentwickelter Anwendungen auf den Handheld ermöglichte.
Die vollständige Umgebung bot zwei unterschiedliche Compiler für die Programmiersprache C. Zwar ist prinzipiell auch die Entwicklung in anderen Programmiersprachen möglich, der Hersteller unterstützte jedoch offiziell nur C. Die beiliegende WonderWitch Library sollte den Einstieg für Entwickler mit wenig Erfahrung erleichtern.
Weiters enthielt das Kit ein Verbindungskabel, eine CD-ROM mit der notwendigen Software, zahlreiche Anleitungen und eine Flash-Card. Letztere wurde später auch einzeln zum Kauf angeboten, da vielen Entwicklern eine einzelne Karte nicht ausreichte.

## Ähnliche Geräte
Die Firma Bennesse Corporation in Zusammenarbeit mit Koto Laboratory entwickelte 2002 für den Lern- und Bildungsbereich ebenfalls eine mobile Spielekonsole, den Pocket Challenge V2. Dieser wurde lediglich in Japan veröffentlicht. Die Module dieser Konsole sind zum Teil kompatibel zu der Wonderswan-Plattform.

## Weiteres Zubehör
- WonderBorg: Ein Roboter mit sieben Lichtsensoren, der sich mit Hilfe des dazugehörigen Robot-Works-Modul steuern und programmieren lässt. Er ist in vier verschiedenen Auflagen erschienen.
- WonderCoin: Ein aufsteckbares Modul, das die Richtungstasten in ein Steuerkreuz verwandelt.
- Kopfhöreradapter: Ermöglicht den Anschluss eines Kopfhörer über 3,5mm Klinke und präzisen Lautstärkeregler.
- Link-Kabel: Verbindet zwei WonderSwans miteinander für ein Zweispielerspiel.
- Wiederaufladbare Batterie: Benötigt ein spezielles Ladegerät.
- Netzteil: Wird an speziellem Batteriemodul angeschlossen.
- WonderWave: Infrared Adapter zur Kommunikation und Datenaustausch mit Sony PocketStation.
- MobileWonderGate: NTT-DoCoMo-Handyadapter, welcher mittels spezieller Cartridge den WonderSwan als PDA nutzen lässt.
- Displaylicht: Stromversorgung über den WonderSwan Anschluss zur Beleuchtung des Bildschirms.
- Handy Sonar: Ein Sonar zum Aufspüren von Fischen ähnlich dem Game Boy Pocket Sonar.
- WonderMagic color: Inoffizielles Backup-Modul um beliebige ROMs wiederzugeben.

## Spiele (Auswahl)
- Clock Tower
- Densha de Go!
- Digimon Adventure 02: Tag Tamers
- Ghosts ’n Goblins
- Gunpey
- Hunter × Hunter - Ishi O Tsugu Mono
- Kaze no Klonoa: Moonlight Museum
- Lode Runner
- Puzzle Bobble
- Puyo Puyo
- Rainbow Islands: Putty's Party
- Rockman & Forte
- Space Invaders